# 西李门二仙庙
西李门二仙庙位于中国山西省高平市河西镇西李门村，2006年被列为第六批全国重点文物保护单位。
西李门二仙庙始建于唐，金正隆二年（1157年）、大定二年（1162年）大修，明清均有修葺。整体建筑坐北朝南，两进院落，占地2748平方米，现存山门、中殿、后殿、东西配殿和廊庑等建筑，其中中殿为金正隆二年所建，余为明清所建。中殿面阔三间，进深六椽，单檐歇山顶，梁架结构为四椽栿对前乳栿通檐用三柱。